# Liste der Monuments historiques in Coubeyrac
Die Liste der Monuments historiques in Coubeyrac führt die Monuments historiques in der französischen Gemeinde Coubeyrac auf.

## Liste der Bauwerke
| Bezeichnung        | Beschreibung              | Standort | Kennzeichnung | Schutzstatus | Datum | Bild |
| ------------------ | ------------------------- | -------- | ------------- | ------------ | ----- | ---- |
| Kirche St-Philippe | Erbaut im 11. Jahrhundert | (Lage)   | PA00083525    | Inscrit      | 1925  |      |